# Tweek vs. Craig
Tweek vs. Craig es el quinto episodio de la tercera temporada y el episodio 36 en general de South Park . Se emitió originalmente el 23 de junio de 1999. Los chicos instigan una pelea entre Tweek y Craig en la clase de taller. Mientras tanto, el señor Adler , el profesor de taller, está atormentado por un sueño recurrente sobre su amor perdido.